# ياسمين إبراهيم
ياسمين إبراهيم ناشطة حقوقية في مجال حقوق المرأة ومؤسسة المتحف الرقمي للمرأة على شبكة الإنترنت في 16 يونيو عام 2013 لتوثيق دور النساء في نجاح ثورة 25 يناير عام 2011.

## دراستها
تخرجت في كلية الحقوق بجامعة القاهرة. وحصلت على دبلومة في الدراسات العليا من جامعة لوند في السويد، عن حال حقوق المرأة في منطقة الشرق الأوسط. كما أنها قد حصلت على دبلوم في الترجمة الكتابية من الجامعة الأمريكية بالقاهرة.

## المتحف الرقمي للمرأة
أسست ياسمين المتحف الرقمي للمرأة (DGMOW) للقيام بالأبحاث وتسليط الضوء على دور المرأة في التاريخ. كما أنه يقوم بتوفير الأدوات والمعرفة اللازمة لتمكين المرأة المصرية والعربية وتعزيز دورها في المجتمع. والمتحف عبارة عن دليل معلوماتي رقمي وبصري يستمر لتوثيق ومناقشة قضايا المرأة ودورها في الجوانب السياسية والاقتصادية والاجتماعية والثقافية للحياة في مصر والعالم العربي.
ومن العوامل التي كانت أدت إلى إقامة المتحف قلة وجود المصادر التي تدون وتعزز دور المرأة في المجتمع وعدم توافرها إلا على هيئة كتب وأبحاث نظرية، وسيادة التمييز بين الجنسين في المجتمع، والاضطهاد المستمر للمرأة. كما أن المجال الرقمي واستخدام الإنترنت لتوثيق هذا الدور من أسرع الوسائل انتشارًا وأقلها تكلفة.
في عام 2013، تم إطلاق أول معرض للمتحف، عن طريق مركز مدارك للحق في المعرفة. و قد كان متحفًا رقميًا على شبكة الإنترنت تحت عنوان ثائرة، شاركت فيه مجموعة متنوعة من الناشطين والصحفيين وممثلي المنظمات الدولية والفنانين. ومن الجدير بالذكر أن فكرة المشروع تم انتخابها كأحسن فكرة تهتم بقضايا النساء في عام 2012 في منحة القادة المجتمعيون ضمن 62 مشروع مقدمة من 18 دولة.